# Гортензії (рід)
Гортензії (лат. Hortensii) — відомий та впливовий плебейський рід у Стародавньому Римі. Його представники були: 1 раз — диктатором, 2 рази консулами, 1 раз преторами, займали значні політичні посади. Деякі Гортензії мали когномен Гортал.

## Найвідоміші Гортензії
- Квінт Гортензій (бл. 330—287 до н. е.) — диктатор 287 до н. е., який у відповідь на сецесію плебеїв домігся прийняття закону Lex Hortensia, згідно якого рішення Плебейський консиліумів[en] автоматично ставали законами і не потребували затвердження сенатом.
- Квінт Гортензій (151 — після 108 до н. е.) — консул 108 року до н. е.
- Квінт Гортензій Гортал (114 — 50 до н. е.) — консул 69 року до н. е., один з найвидатніших красномовців Риму.
- Квінт Гортензій Гортал (бл. 85 — 42 до н. е.) — син попереднього, претор 45 року до н. е., прихильник Юлія Цезаря, але виступив проти Другого триумвірату.
- Марк Гортензій Гортал, син попереднього, сенатор.